# Tocino (Filipinas)

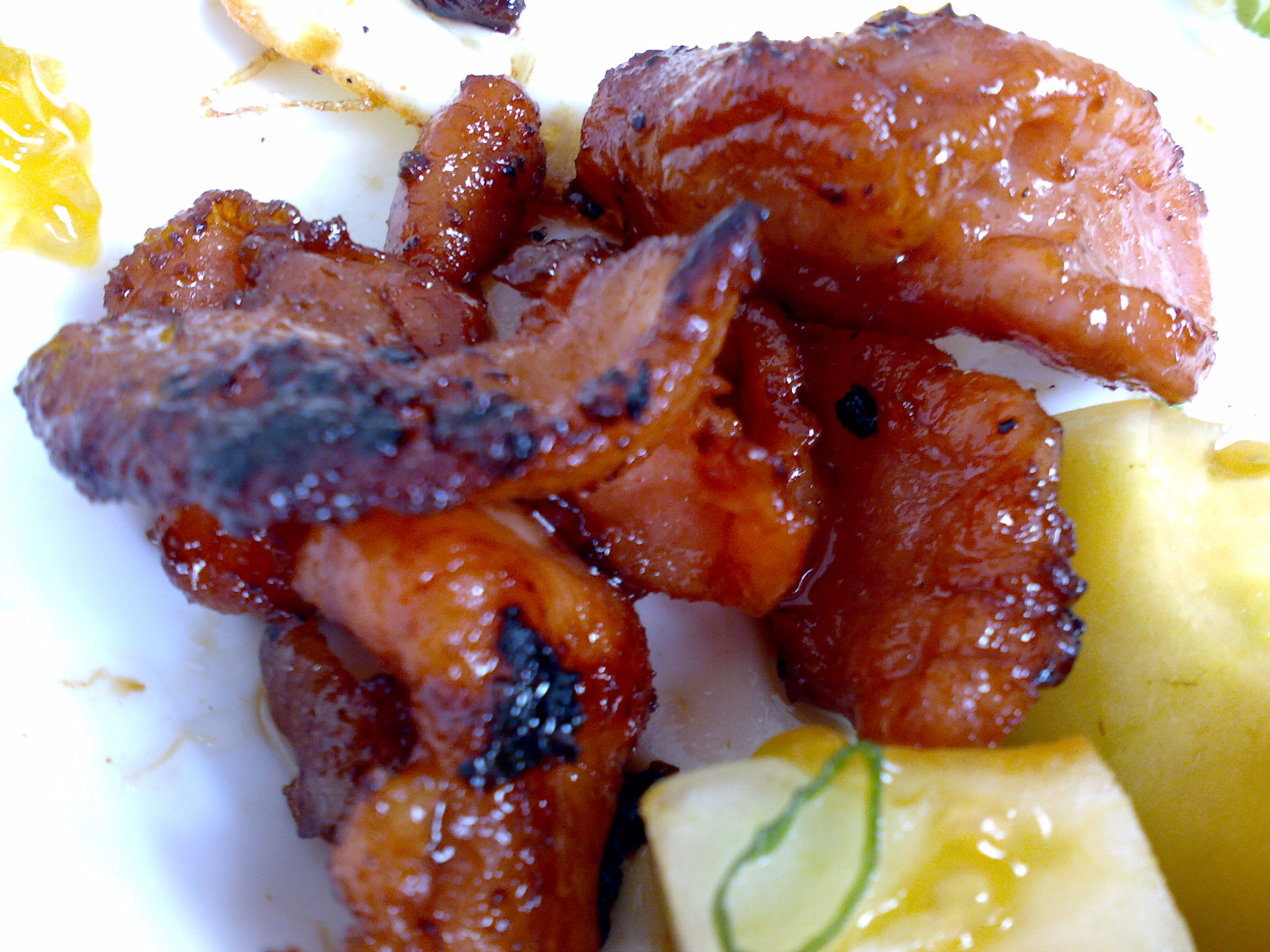
Tocino

El tocino es una receta típica de las Filipinas y otras antiguas colonias españolas, consistente en tiras de piel y tocino cortadas del lomo del cerdo, que se cuece antes de freírlo hasta dejarlo muy crujiente, de forma similar a los lardons franceses.

## Preparación
La carne se corta en tiras finas y se mezcla en un contenedor con vino anisado, annatto, agua, sal, azúcar y salitre. Se espolvorea cada tira con la mezcla y se amontonan en otro contenedor, que entonces se tapa y se mantiene refrigerado unos 3 días para que se curen.
El tocino se cuece tradicionalmente en agua (la justa para cubrirlo), se fríe en aceite o se cocina a fuego medio hasta que se derrite la grasa. El tocino original se marina solo con sal, azúcar y salitre, aunque puede añadírsele zumo de piña para darle un sabor ligeramente agrio. Los capampañganes que hacen tocino lo mezclan durante 2 a 3 horas para dar a la carne la textura correcta, y entonces lo dejan una noche a temperatura ambiente antes de servirlo, llamando al plato burong babi (‘cerdo fermentado’).
El tocino se toma a menudo con arroz y huevo frito en un plato llamado tosilog, acrónimo de tosino y sinangag (‘arroz frito’) con itlog (‘huevo’).